# Sân bay Mananjary
Sân bay Mananjary (IATA: MNJ, ICAO: FMSM) là một sân bay ở Mananjary, Madagascar.

## Hãng hàng không và điểm đến
| Hãng hàng không | Các điểm đến |
| --------------- | ------------ |
| Air Madagascar  | Antananarivo |